# Dmytro Chyhrynskyi
Dmytro Anatoliyovych Chyhryns'kyi - em ucraniano, Дмитро Анатолійович Чигринський  (Izyaslav, 7 de novembro de 1986) é um futebolista ucraniano. Atualmente joga no AEK.
Nos tempos de URSS, seu nome era russificado para Dmitriy Anatolyevich Chigrinskiy (Дмитрий Анатольевич Чигринский, em russo).

## Carreira

### Shakhtar Donetsk
Formado no Shakhtar Donetsk, debutou pela equipe principal do clube no Campeonato Ucraniano de 2004 com 17 anos. Seu talento interessou o clube de Donetsk e, para ganhar experiência, foi emprestado ao Metalurh Zaporizhya em 2005, onde aprimorou seu futebol por ter jogado a maior parte da temporada como titular. Em sua volta ao Shakhtar, ele rapidamente se tornou um zagueiro consistente, além de desenvolver uma admirável figura de liderança. Na temporada de 2006/2007, assumiu a titularidade da sua posição, além de ter assumido o posto de vice-capitão do até então capitão Matuzalém, com apenas 20 anos. 
Disputou a Liga dos Campeões da UEFA de 2008-09 no mesmo grupo de grandes clubes, como Sporting e Barcelona, terminando a competição em terceiro lugar no grupo, se classificando desta forma para a Copa da UEFA de 2008-09, na qual foram campeões após vencerem o Werder Bremen por 2-1. Chyhryns'kyi se destacou nesta competição, tanto que interessou o próprio Barcelona que o confrontou na fase de grupos da Liga dos Campeões.
Além do campeonato continental, conquistou no clube os Campeonatos Ucranianos das temporadas 2005/2006 e 2007/2008, as Copas da Ucrânia de 2003/2004 e 2007/2008 e a Supercopa da Ucrânia de 2008.

### Barcelona
Em 26 de agosto de 2009, Chyhryns'kyi oficializou sua transferência para o Barcelona, em um contrato de 5 anos pelo valor de 25 milhões de euros. Ele foi o primeiro ucraniano a jogar pelo clube catalão. 
Chyhryns'kyi estreou no clube no dia 12 de setembro de 2009 pela La Liga na vitória por 2-0 contra o Getafe.

### Retorno ao Shakhtar

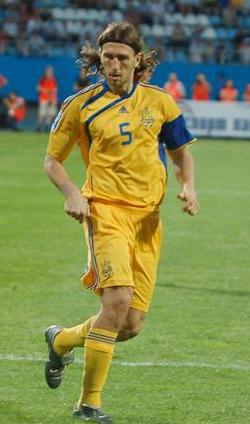
Chyhryns'kyi atuando pela Ucrânia.

Sem chances no Barcelona, em 6 de julho de 2010, optou por retornar ao Shakhtar Donetsk após apenas uma temporada fora do futebol ucraniano. O Barça recebeu 15 milhões de euros, 10 milhões a menos do que havia pago pelo jogador.

### AEK Atenas
Dmytro Chyhrynskyi se transferiu para o AEK Atenas, em 2016.

### Seleção Nacional
Depois da satisfatória temporada de 2005/2006, Chyhryns'kyi foi convocado para disputar a Copa do Mundo de 2006, pelo treinador Oleg Blokhin.
Após o mundial, Chyhryns'kyi foi constantemente convocado para a fase de qualificação da Euro 2008. Porém, os ucranianos não obtiveram a classificação para este torneio, assim como para a Copa do Mundo de 2010.
Bola de Ouro da FIFA 
Melhor Zagueiro do mundo em 2009

## Títulos
Shakhtar Donetsk
- Campeonato Ucraniano: 2005–06, 2007–08, 2010–11, 2011–12, 2012–13
- Copa da Ucrânia: 2003–04, 2007–08, 2010–11, 2011–12, 2012–13
- Supercopa da Ucrânia: 2008, 2010, 2011, 2012, 2013
- Copa da UEFA: 2008–09

Barcelona
- Campeonato Espanhol: 2009–10
- Copa do Mundo de Clubes da FIFA: 2009

AEK Atenas
- Superliga Grega: 2017–18

### Prêmios individuais
- Equipe do torneio do Campeonato Europeu Sub-21 de 2006[4]

## Curiosidade

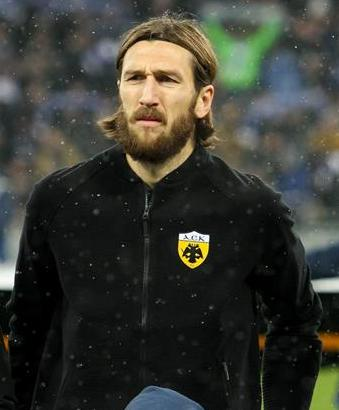
Ilustração.

No Outono de 2010, uma banda de rock de Barcelona leva o seu nome como um tributo a ele e aqueles que não recebem o reconhecimento.